# Síndrome d'Ottinger
El síndrome d'Ottinger és un terme utilitzat per la comunicació política per fer referència a un candidat a unes eleccions aparenta el que no és realment per tenir el suport dels electors.
El terme és utilitzat per primer cop per l'acadèmic francès Philippe J. Maarek en 1992 a Communication et marketing de l’homme politique. Maarek explica el cas d'un congressista estatunidenc anomenat Richard Ottinger que era candidat en les eleccions al Senat de 1976 per l'estat de Nova York. Va ser assessorat perquè construís una imatge d'acord amb les expectatives dels electors, però sense cap programa polític amb contingut real. Tot i que la campanya fou existosa pel candidat, no va saber defensar-se de les preguntes i crítiques dels seus dos rivals en un debat, la imatge de firmesa que s'havia construït durant la campanya va esvair completament i va perdre les eleccions.
| « | Richard Ottinger era un membre de la Cambra de Representants dels EUA que havia intentat construir una imatge d'un atrevit executiu en màniga curta en el seu anunci per a una candidatura al Senat en 1976; una imatge que es va esvair durant un debat amb els seus rivals en el qual va aparèixer mancat de confiança, un cas d'estudi molt conegut entre els especialistes en comunicació política. | » |
| — Philippe J. Maarek, The Professionalization of Political Communication: A Necessity or a Danger? (en anglès). Wiesbaden: VS Verlag für Sozialwissenschaften, 2004, p. 222 | |   |

Tot i que el nom de síndrome és en referència de Richard Ottinger, en la realitat, no figurava pas com a candidat a les eleccions al Senat per l'estat de Nova York de 1976 i es creu que fou una equivocació d'en Philippe.